# Upplands runinskrifter 1119
Upplands runinskrifter 1119 är ett vikingatida runstensfragment av ljusröd grovkornig granit i Örke, Skuttunge socken och Uppsala kommun. Av runstenen återstår endast ett fragment som är inlagt i brovalvet i Högsta bro. Fragmentet är 78 gånger 50 gånger 52 centimeter.

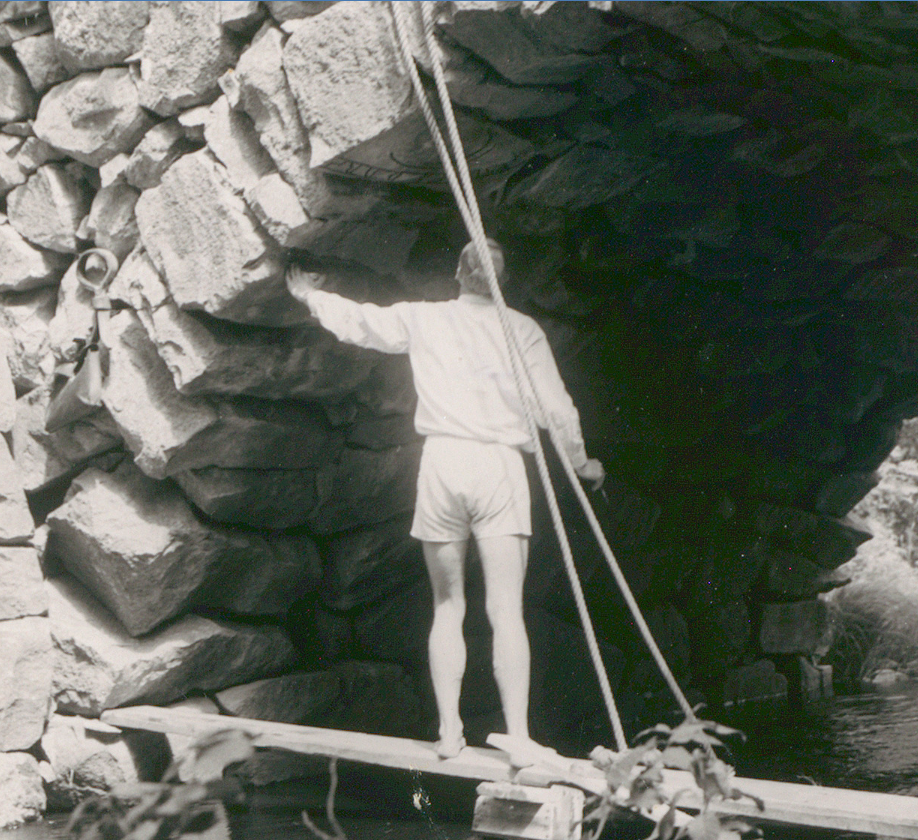
Upplands runinskrifter 1119 i brovalvet i Högsta bro.

## Inskriften
Translitterering av runraden:
[rana + lit × rita × stin ×] yftiʀ + faþur s[in × uþuahin]
Normalisering till runsvenska:
ʀagna(?) let retta stæin æftiʀ faður sinn Oþvagin.
Översättning till nusvenska:
Ragna lät uppresa stenen efter sin fader Otvagen.
Kvinnonamnet Ragna är kortnamn till kvinnonamn på Ragn-, som Ragnhildr, finns belaget på Sö 14 och Sö 177. Mansnamnet Otvagen med betydelsen 'otvättad, smutsig' är belägen på t.ex. U 1102, U 1012, möjligen på U 971 och DR 147.